# مغامرات معجون وفرشاة
مغامرات معجون وفرشاة مسلسل رسوم متحركة أسترالي يحكي قصة مغامرات فرشاة ومعجون وغيرها في المنزل.
انتج منه موسمين وتم دبلجة الموسم الثاني فقط للعربية .